# Baptiste-Louis Garnier
Baptiste-Louis Garnier (Quettreville-sur-Sienne, 4 de março de 1823 – Rio de Janeiro, 1 de outubro de 1893) foi um dos principais editores do Brasil da segunda metade do século XIX. Vindo da França, no Rio de Janeiro construiu a Livraria Garnier, que editava seus livros no Brasil e os imprimia em Paris e em Londres. Segundo conta-se, "parece ter sido o primeiro editor brasileiro a encarar a impressão e a edição como atividades completamente diferentes"
Filho do açougueiro fazendeiro Jean Baptiste Garnier (1777-1828) e Madeleine-Cécile Lechevallier, Baptiste-Louis Garnier era o mais novo entre os nove filhos do casal. Sua família era proveniente da península do Cotentin, na Normandia, noroeste da França.. Após ter frequentado a escola em Coutances, trabalhou na Garnier Frères em Paris, livraria dos irmãos mais velhos, Auguste, Hippolyte, e Pierre Garnier, até 1844 quando revolveu se mudar para o Brasil e fundar uma filial no Rio de Janeiro.
Fundada com o nome "Garnier Irmãos", a editora no Brasil passou a adotar a firma "B. L. Garnier" após 1852, e, algumas décadas depois, veio a se tornar a Livraria Garnier.
Seu relacionamento profissional com Machado de Assis, publicando pela primeira vez obras como Memórias Póstumas de Brás Cubas (1881), Quincas Borba (1891), durou cerca de 20 anos, e ampliou o mercado editorial da época.
No final do século XIX, sua saúde ficou precária e a editora foi ao declínio. A área editorial da Garnier foi fechada em 1934, cedendo à "depressão e ao sucesso" do concorrente José Olympio.